# Lago della Rovina
Il lago della Rovina è un lago nel territorio del comune di Entracque, Valle Gesso (CN), a 1535 metri di quota..

## Caratteristiche

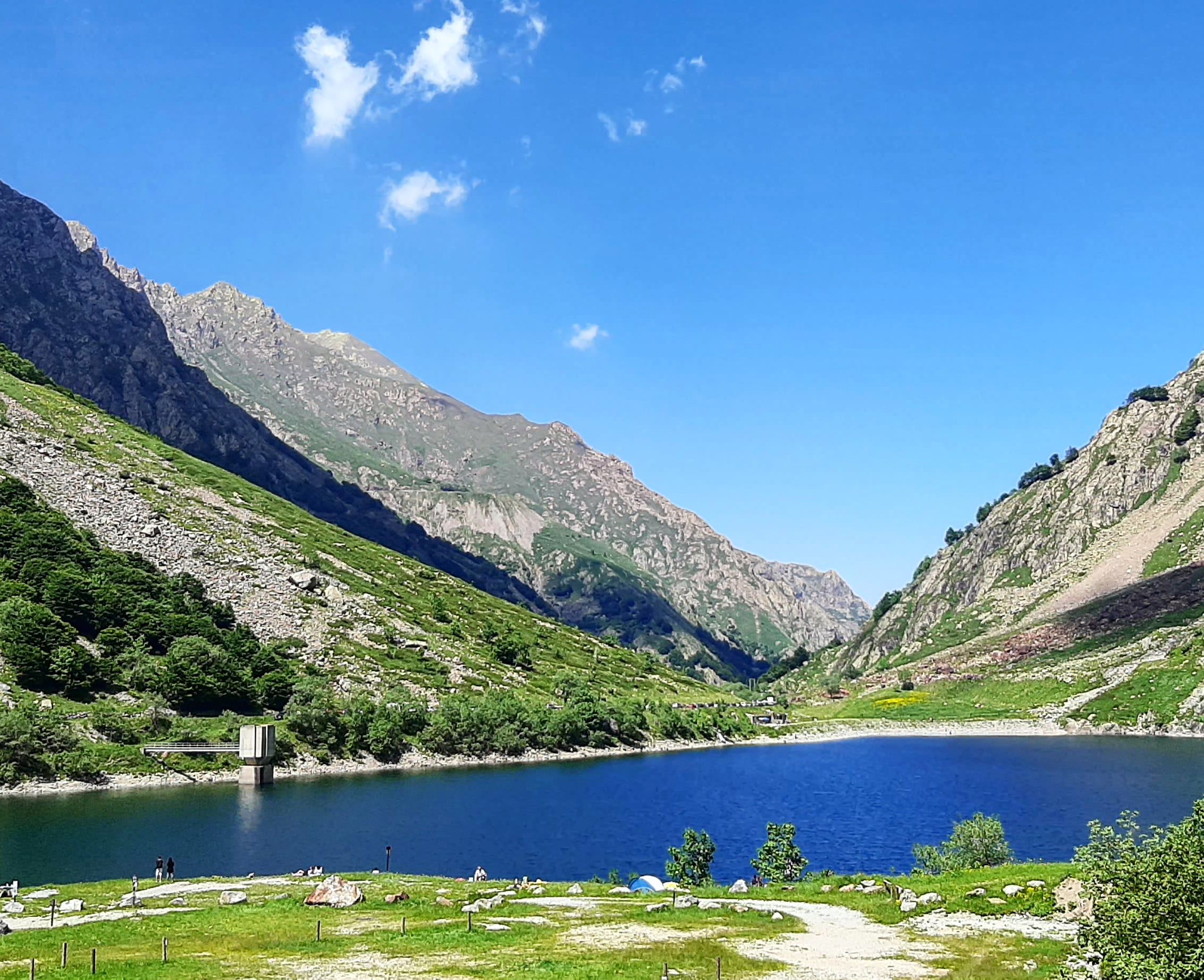
Lago della Rovina

Si formò anticamente in seguito ad una frana che bloccò il deflusso delle acque. Originariamente con una superficie di 180.000 m2, con i lavori per la creazione dell'impianto Rovina-Piastra si è ridotto quasi alla metà della grandezza originale ed è sbarrato da una diga in terra.
Il lago stesso funge da serbatoio per la produzione di energia idroelettrica mediante l'impianto di produzione-pompaggio Rovina-Piastra.
È parte del parco naturale delle Alpi Marittime.

## Come raggiungerlo
Passato l'abitato di Borgo San Dalmazzo si prosegue verso Valdieri e superato quest'ultimo, al bivio per Sant'Anna di Valdieri si seguono le indicazioni per Entracque.
Dopo circa 500 m occorre svoltare a destra verso San Giacomo e da lì si comincia a salire verso la diga della Piastra e la diga del Chiotas.
Una volta superata la diga della Piastra si procede per circa 7,5 km seguendo la segnaletica e si giunge al lago della Rovina.

## Galleria d'immagini

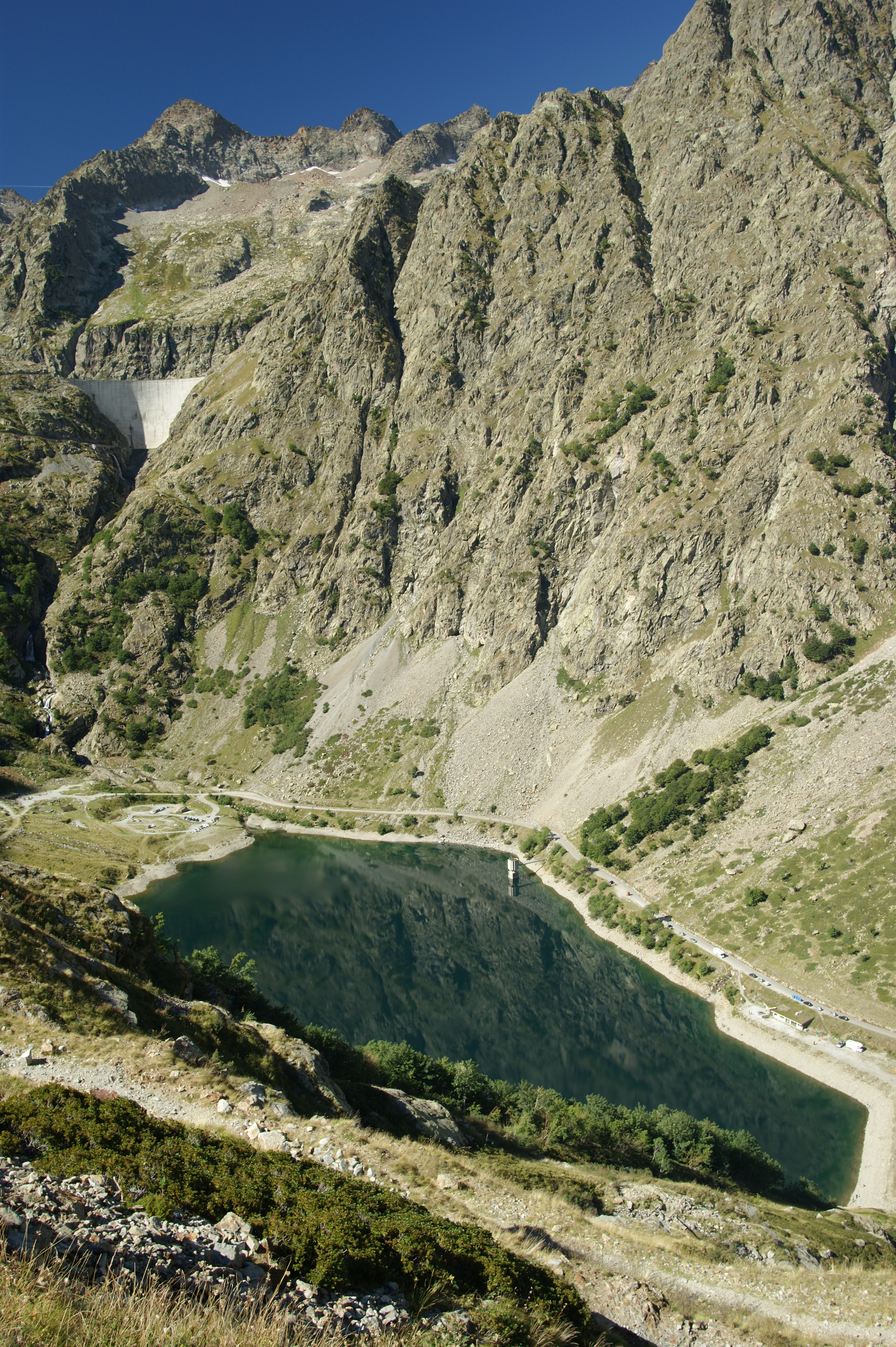
Il lago dal sentiero che conduce alla diga del Chiotas (visibile sullo sfondo)
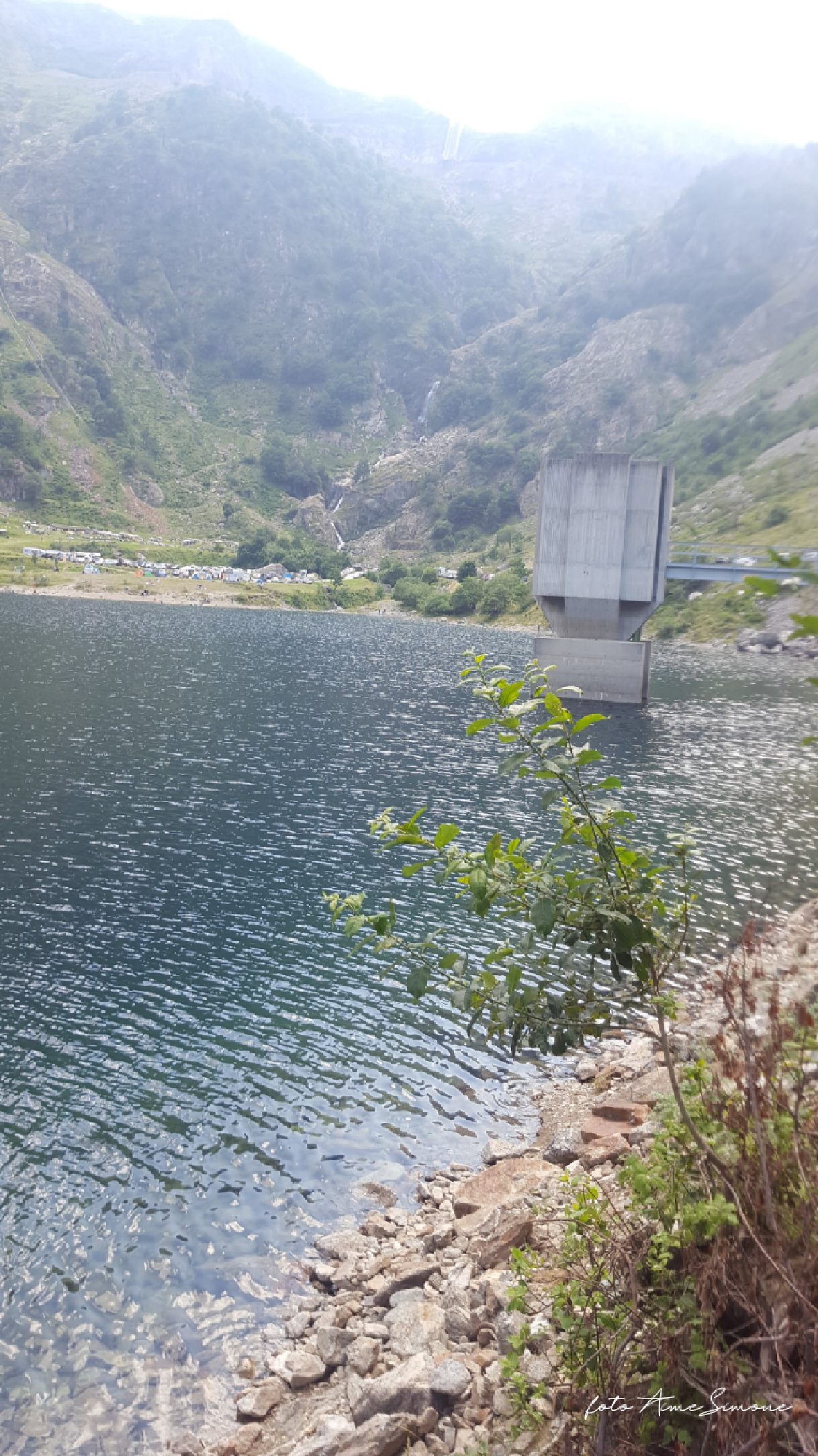
Lago della Rovina. Torretta comandi paratoie presa galleria derivazione Rovina-Piastra